# Edward Montier
Pour les articles homonymes, voir Montier.
Édouard Alexandre Émile Montier, connu sous le nom de plume d'Edward Montier, né le 3 janvier 1870 à Bolbec et mort le 29 août 1954 au Havre, est un écrivain et poète français.

## Biographie

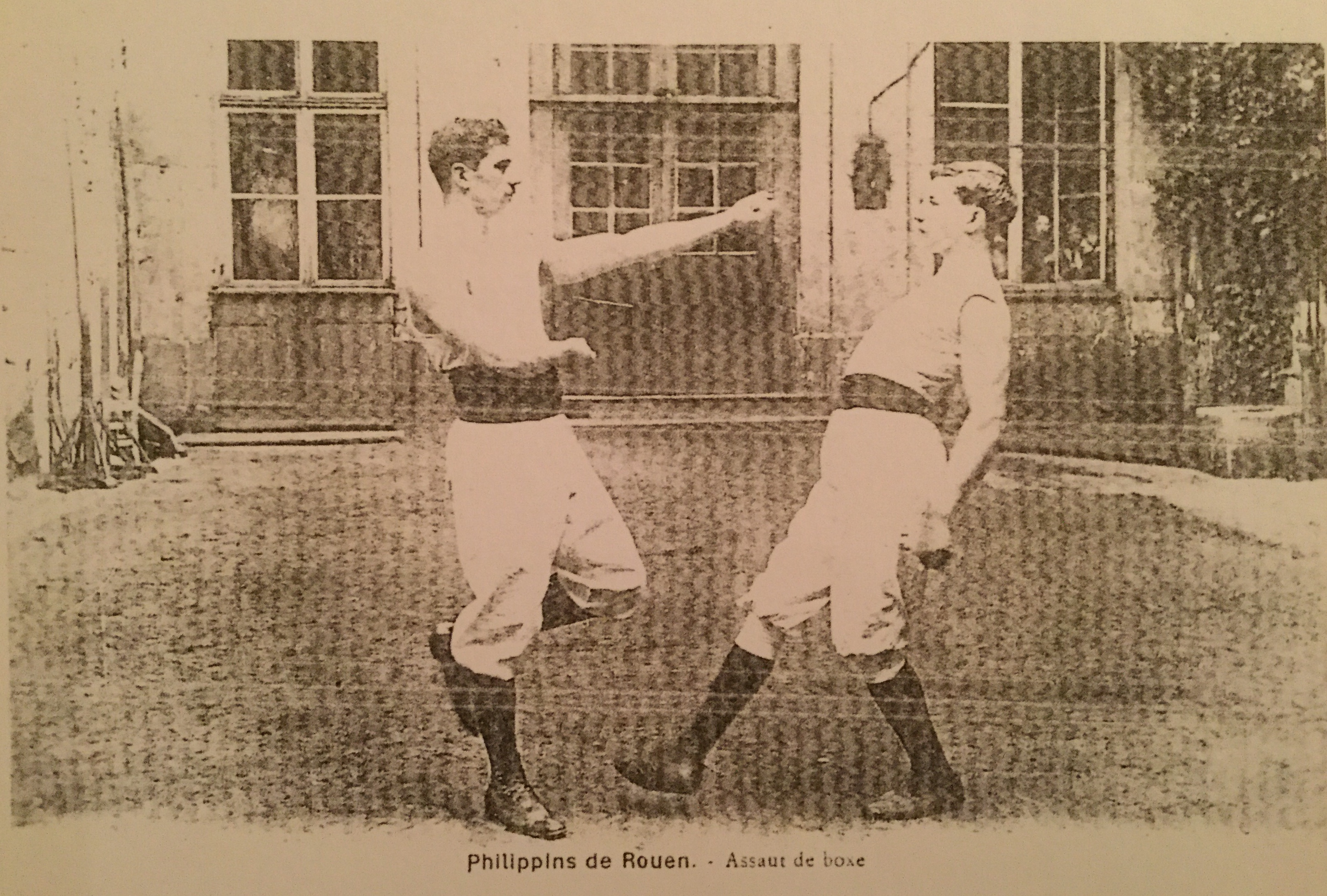
Philippins de Rouen - Assaut de boxe

Son père était maître-meunier, et mourut en 1886, alors que le jeune Édouard effectuait sa scolarité au collège ecclésiastique d'Yvetot où il eut comme professeur préféré le père Eugène Julien, futur évêque d’Arras. Après son baccalauréat, il rejoignit sa mère à Rouen, et effectua des études de droit dans cette ville jusqu’à la licence. Inscrit au barreau de Rouen en 1893, il se lança en littérature avec un recueil de poèmes préfacé par Sully Prudhomme L’Idéale jeunesse. À la suite du départ de Rouen en décembre 1894 de l’abbé Marie Edmond Auvray qui avait fondé le patronage Saint-Philippe Néri (patronage désigné en bref par le nom de Philippins), Montier présida aux destinées des Philippins de Rouen jusqu’en 1927. En 1915, il avait quitté la toge d’avocat pour se consacrer aux Philippins, à la littérature, ainsi qu’à l'enseignement au sein du pensionnat Jean-Baptiste-de-La-Salle. En 1903, il reçoit le prix Archon-Despérouses et le prix Montyon (1919 et 1931). Il a été reçu membre de l'Académie des sciences, belles-lettres et arts de Rouen en 1905. Il demeure 29 rue du Renard.
Catholique très engagé à gauche, proche du mouvement Le Sillon de Marc Sangnier, Montier fut attaqué par les anciens combattants rouennais et par l’Action française à la suite du discours pacifiste qu’il tint à de jeunes garçons allemands venus assister au Congrès de Bierville qui avait réuni plus de 4 000 participants de 33 nationalités en août 1926. En raison des sous-entendus concernant ses mœurs et son influence jugée pernicieuse sur la jeunesse, les autorités cléricales préférèrent l’éloigner de Rouen : Montier dut abandonner la direction des Philippins et partit enseigner à Nice.

## Œuvres
- L'Idéale Jeunesse  (préf. Sully Prudhomme), Paris, Société française d'imprimerie et de librairie, 1899, 191 p. (OCLC 458133004)
- Les Fontaines de Rouen, Paris
- L'age enclos dans un collège libre, Paris, Éditions Plon-Nourrit et Cie, 1907, 289 p.
- Les Essaims nouveaux, Paris, Éditions Plon-Nourrit et Cie, 1911, 339 p. (OCLC 458132966)
- Le Cycle des Hymnes de l'Église en vers français et les Poèmes religieux des Philippins de Rouen, Paris, Librairie Bloud & Cie, 1912, 347 p.
- Les amis célèbres de la fable et de l'histoire, Paris, Éditions Plon-Nourrit et Cie, 1914, 300 p.
- Les méditations du soldat et l'éducation patriotique, Paris, Société française d'imprimerie et de librairie, 1914, 294 p.
- La route des Dardanelles : visions d'orient, Paris, Société française d'imprimerie et de librairie, 1916, 158 p.
- L'Pé Claudel, contes normands, Rouen, Henri Defontaine, 1921, 168 p.
- Pécheur d'hommes, l'éducation de l'élite, Paris, Librairie de la Jeunesse Catholique, 1922, 143 p.
- David et Jonathas, tragédie biblique en 4 actes, en vers, Rouen, Imprimerie G. Rolland, 1922, 80 p.
- L'Idéal Foyer, Paris, Mariage et Famille, 1933, 143 p. (OCLC 459639676)
- Le dimanche du soldat ( élévations et pensées ), Paris, P.Téqui Éditeur, 1933, 138 p.
- Les Joies de la vie par le travail, Paris, Éducation intégrale, 1934, 162 p. (OCLC 493497185)
- La Mort Consolatrice, Paris, Éducation intégrale, 1934, 165 p.
- Les livres de chevet du chrétien, Paris, Éducation intégrale, 1935, 176 p.
- Grandes dames du temps passé : Madame de Chastenay, Madame de Montagu-Noailles, Madame de Beaumont, Madame de la Tour du Pin, Madame Récamier, Paris, Paul de Montaignac, 1936, 241 p.
- La Religion est-elle l'opium du Peuple ?, Paris, Éducation intégrale, 1936, 224 p.
- L'Idéal Collège, Paris, Desclée De Brouwer, 1937, 335 p. (OCLC 459639655)
- Des amis pour le cœur et pour l'esprit, Paris, Éditions Spes, 1937, 254 p.
- Jeunes chefs de file, Paris, Éditions Spes, 1938, 254 p.
- Contes des temps heureux, Jean-Renard, 1938, 94 p.
- Soit liturgiste, tome 1 La messe, les vêpres, les complies, Paris, Éditions Mignard, 1938, 142 p.
- Soit liturgiste, tome 2 Sacrements vie chrétienne, Paris, Éditions Mignard, 1938, 158 p.
- Le Mariage, Lettre a une jeune fille, Paris, Association Du Mariage Chretien, 1939, 24 p.
- La Vie à Rouen sous Louis XIII : les Fastes rouennais d'Hercule Grisel, Rouen, Lecerf, 1940, 360 p.
- Sois un croyant et sois un apotre ! Au seuil de l'Église, causeries avec un jeune croyant, Paris, Éditions Spes, 1941, 187 p.
- Un curé de France, l'Abbé Marie Edmond Auvray, fondateur des Philippins de Rouen, curé bâtisseur de Saint-Léon du Havre, Paris, Librairie Bloud & Cie, 1942, 104 p.
- L'Éducation des enfants, Paris, Éditions familiales de France, 1944 (OCLC 459639635)
- A L'école d'Albert de Mun, 1945
- Rouen, cité martyre  (photogr. Bernard Lefebvre), Rouen, Lecerf, 1946, 79 p. (OCLC 459639820)
- Les Jeunes devant L'avenir, Paris, Éditions Spes, 1949, 189 p.
- La Maison d'Yvetot et sa filiale l'externat Saint-Joseph du Havre  (préf. Émile Blanchet), Rouen, Wolf, 1951, 213 p. (OCLC 459639741)
- Monseigneur Julien, évêque d'Arras, Paris, Beauchesne, 1971
- Histoire de Saint-Jouin-Bruneval, Fécamp, Association du vieux Fécamp, 1978, 278 p.
- De l'éducation sociale et sentimentale des jeunes gens, Lettres à un jeune français, Paris, Boivin & Cie, 268 p.
- Sois un apôtre à la page, pour la formation complète et rationnelle des élites, Paris, Éditions Mignard
- L'Pé Claudel et ses voisins, Tripot, 104 p.
- Sois poète !, Paris, Éditions Mignard
- Sois artiste!, Paris, Éditions Mignard